# Лєтов Євген Володимирович
Євген Володимирович Лєтов (народився 22 лютого 1976 у м. Усть-Каменогорську, СРСР) — білоруський хокеїст, лівий захисник. Майстер спорту
Вихованець хокейної школи за «Торпедо» (Усть-Каменогорськ). Виступав за «Торпедо» (Усть-Каменогорськ), «Стімол» (Липецьк), «Липецьк», ХК «Гомель», ХК «Могильов».
У складі молодіжної збірної Казахстану учасник чемпіонату Азії 1994.
Чемпіон Білорусі (2003), срібний призер (2002); срібний призер СЄХЛ (2003, 2004); володар Кубка Білорусі (2003, 2007).